# Kensei Nakashima
Kensei Nakashima (中島 賢星 Nakashima Kensei?), född 23 augusti 1996 i Saga prefektur, är en japansk fotbollsspelare.
Nakashima började sin karriär 2015 i Yokohama F. Marinos. 2017 flyttade han till FC Gifu.